# Myrophis microchir
Myrophis microchir är en fiskart som först beskrevs av Bleeker, 1864.  Myrophis microchir ingår i släktet Myrophis och familjen Ophichthidae. Inga underarter finns listade i Catalogue of Life.